# Светски куп у брзом ходању
Светски куп у брзом ходању (енгл. World Race Walking Cup) је атлетско такмичење које се одржава сваке друге године у организацији ИААФ (Међународна асоцијација атлетских федерација). Такмичи се у сениорској и јуниорској конкуренцији, појединачно и екипно.
Прво такмичење одржано је 1961. у Лугану (Швајцарска), а такмичило се само у мушкој конкуренцији на 20 км и 50 км. Жене су се укључиле 1979. са дисцилином 5 км. која 1983. прелази на 10 км, а 1999. на 20 км. Од 2004. прикључују се и јуниори на 10 км. Тренутне дисциплине су 20 км и 35 км за мушкарце, 20 км и 35 км за жене и 10 км за јуниоре и јуниорке.
| Ред. бр. | Година | Место                  | Земља                     |
| -------- | ------ | ---------------------- | ------------------------- |
| 1.       | 1961   | Лугано                 | Швајцарска                |
| 2.       | 1963   | Варезе                 | Италија                   |
| 3.       | 1965   | Пескара                | Италија                   |
| 4.       | 1967   | Бад Заров              | Источна Немачка           |
| 5.       | 1970   | Ешборн                 | Западна Немачка           |
| 6.       | 1973   | Лугано                 | Швајцарска                |
| 7.       | 1975   | Ле Гран Кевији         | Француска                 |
| 8.       | 1977   | Милтон Кинс            | Уједињено Краљевство      |
| 9.       | 1979   | Ешборн                 | Западна Немачка           |
| 10.      | 1981   | Валенсија              | Шпанија                   |
| 11.      | 1983   | Берген                 | Норвешка                  |
| 12.      | 1985   | Сент Џонс, Острво Мен  | Уједињено Краљевство      |
| 13.      | 1987   | Њујорк                 | Сједињене Америчке Државе |
| 14.      | 1989   | Лоспиталет де Љобрегат | Шпанија                   |
| 15.      | 1991   | Сан Хозе               | Сједињене Америчке Државе |
| 16.      | 1993   | Монтреј                | Мексико                   |
| 17.      | 1995   | Пекинг                 | Кина                      |
| 18.      | 1997   | Подјебради             | Чешка                     |
| 19.      | 1999   | Мезидон-Канон          | Француска                 |
| 20.      | 2002   | Торино                 | Италија                   |
| 21.      | 2004   | Наумбург               | Немачка                   |
| 22.      | 2006   | Коруња                 | Шпанија                   |
| 23.      | 2008   | Чебоксари              | Русија                    |
| 24.      | 2010   | Чивава                 | Мексико                   |
| 25.      | 2012   | Саранск                | Русија                    |
| 26.      | 2014   | Тајцанг                | Кина                      |
| 27.      | 2016*  | Рим                    | Италија                   |
| 28.      | 2018   | Тајцанг                | Кина                      |
|          | 2020   | није одржано           |                           |
| 29.      | 2022   | Маскат                 | Оман                      |
| 30.      | 2024   | Анталија               | Турска                    |

- Такмичење за Светски куп у брзом ходању 2016. требало је да се одржи у Чебоксарију, Русија. Међутим, 13. новембра 2015. ИААФ суспендује Атлетски савез Русије и забрањује учешће на међународним такмичењима, тако да је ово такмичење отказано и премештено.[1]

## Појединачни резултати

### Мушкарци

#### 20 км
| Година |                                        | Резултат    |                                        | Резултат |                                        | Резултат |
| 1961   | Кен Метјуз · Велика Британија          | 1:30:55     | Ленарт Бак · Шведска                   | 1:32:12  | Џорџ Вилијамс · Велика Британија       | 1:34:02  |
| 1963   | Кен Метјуз · Велика Британија          | 1:30:11     | Пол Најхил · Велика Британија          | 1:33:19  | Антал Киш · Мађарска                   | 1:33:38  |
| 1965   | Дитер Линдер · Источна Немачка         | 1:28:10     | Антал Киш · Мађарска                   | 1:29:09  | Герхард Шперлинг · Источна Немачка     | 1:31:30  |
| 1967   | Николај Смага · Совјетски Савез        | 1:28:39     | Владимир Голубничиј · Совјетски Савез  | 1:28:58  | Рон Лерд · Сједињене Државе            | 1:29:13  |
| 1970   | Ханс-Георг Рајман · Источна Немачка    | 1:26:55     | Владимир Голубничиј · Совјетски Савез  | 1:27:22  | Петер Френкел · Источна Немачка        | 1:27:33  |
| 1973   | Ханс-Георг Рајман · Источна Немачка    | 1:29:31     | Карл-Хајнц Штатмилер · Источна Немачка | 1:29:36  | Рон Лерд · Сједињене Државе            | 1:30:45  |
| 1975   | Карл-Хајнц Штатмилер · Источна Немачка | 1:26:12     | Бернд Каненберг · Западна Немачка      | 1:26:20  | Петер Френкел · Источна Немачка        | 1:26:54  |
| 1977   | Данијел Баутиста · Мексико             | 1:24:02     | Доминго Колин · Мексико                | 1:24:31  | Карл-Хајнц Штатмилер · Источна Немачка | 1:24:51  |
| 1979   | Данијел Баутиста · Мексико             | 1:18:49     | Борис Јаковљев · Совјетски Савез       | 1:19:46  | Николај Виниченко · Совјетски Савез    | 1:20:05  |
| 1981   | Ернесо Канто · Мексико                 | 1:23:52     | Роланд Вајзер · Источна Немачка        | 1:24:12  | Алесандро Пецатини · Италија           | 1:24:24  |
| 1983   | Јозеф Прибилинец · Чехословачка        | 1:19:30     | Ернесто Канто · Мексико                | 1:19:41  | Анатолиј Соломин · Совјетски Савез     | 1:19:43  |
| 1985   | Хозе Марин · Шпанија                   | 1:21:42     | Маурицио Дамилано · Италија            | 1:21:43  | Виктор Мостович · Совјетски Савез      | 1:22:01  |
| 1987   | Карлос Мерсенарио · Мексико            | 1:19:24     | Виктор Мостови · Совјетски Савез       | 1:19:32  | Анатолиј Горшков · Совјетски Савез     | 1:20:04  |
| 1989   | Франц Костјукевић · Совјетски Савез    | 1:20:21     | Михаил Шчеников · Совјетски Савез      | 1:20:34  | Јевгениј Мисјуља · Совјетски Савез     | 1:20:47  |
| 1991   | Михаил Шчеников · Совјетски Савез      | 1:20:43     | Ернесто Канто · Мексико                | 1:20:46  | Тијери Тутен · Француска               | 1:20:56  |
| 1993   | Данијел Гарсија · Мексико              | 1:24:26     | Валенти Масана · Шпанија               | 1:24:32  | Алберто Круз · Мексико                 | 1:24:37  |
| 1995   | Ли Зевен · Кина                        | 1:19:44     | Михаил Шчеников · Русија               | 1:19:58  | Бернардо Сегура · Мексико              | 1:20:32  |
| 1997   | Џеферсон Перез · Еквадор               | 1:18:24     | Данијел Гарсија · Мексико              | 1:18:27  | Иља Марков · Русија                    | 1:18:30  |
| 1999   | Бернардо Сегура · Мексико              | 1:20:20     | Ју Гуохуи · Кина                       | 1:20:21  | Владимир Андрејев · Русија             | 1:20:29  |
| 2002   | Џеферсон Перез · Еквадор               | 1:21:26     | Владимир Андрејев · Русија             | 1:21:50  | Алехандро Лопез · Мексико              | 1:22:01  |
| 2004   | Џеферсон Перез · Еквадор               | 1:18:42     | Роберт Кожењовски · Пољска             | 1:19:02  | Нејтан Дикс · Аустралија               | 1:19:11  |
| 2006   | Пакиљо Фернандез · Шпанија             | 1:18:31     | Џеферсон Перез · Еквадор               | 1:19:08  | Хан Јученг · Кина                      | 1:19:10  |
| 2008   | Пакиљо Фернандез · Шпанија             | 1:18:15 РСК | Валериј Борчин · Русија                | 1:18:21  | Едер Санчез · Мексико                  | 1:18:34  |
| 2010   | Ванг Хао · Кина                        | 1:22:35     | Жу Јафеи · Кина                        | 1:22:46  | Андреј Кривов · Русија                 | 1:22:54  |
| 2012   | Ванг Џен · Кина                        | 1:19:13     | Андреј Кривов · Русија                 | 1:19:27  | Владимир Канајкин · Русија             | 1:19:43  |
| 2014   | Руслан Димитренко · Украјина           | 1:18:37     | Цаи Зелин · Кина                       | 1:18:52  | Андреј Рузавин · Русија                | 1:18:59  |
| 2016   | Ванг Џен · Кина                        | 1:19:22     | Цаи Зелин · Кина                       | 1:19:34  | Алваро Мартин · Шпанија                | 1:19:36  |
| 2018   | Коки Икеда · Јапан                     | 1:21:13     | Ванг Калхуа · Кина                     | 1:21:22  | Масимо Стано · Италија                 | 1:21:33  |
| 2022   | Тошиказу Јаманиши · Јапан              | 1:22:52     | Коки Икеда · Јапан                     | 1:23:29  | Самјуел Гатимба · Кенија               | 1:23:52  |
| 2024   | Персеус Карлстром · Шведска            | 1:18:49     | Паул Меграт · Шпанија                  | 1:19:14  | Дијего Гарсија · Шпанија               | 1:19:51  |

#### 35 км
| Година |                             | Резултат    |                         | Резултат |                             | Резултат |
| 2022   | Персеус Карлстром · Шведска | 2:36:14 РСК | Алваро Мартин · Шпанија | 2:36:54  | Мигел Ангел Лопез · Шпанија | 2:37:27  |

#### 50 км
| Година |                                   | Резултат    |                                      | Резултат |                                       | Резултат |
| 1961   | Абдон Памич · Италија             | 4:25:38     | Дон Томпсон · Велика Британија       | 4:30:35  | Оке Седерлунд · Шведска               | 4:36:48  |
| 1963   | Иштван Хаваши · Мађарска          | 4:14:25     | Реј Мидлтон · Велика Британија       | 4:17:16  | Ингвар Петерсон · Шведска             | 4:19:11  |
| 1965   | Кристоф Хене · Источна Немачка    | 4:03:14     | Буркхард Леушке · Источна Немачка    | 4:06:02  | Абдон Памич · Италија                 | 4:06:41  |
| 1967   | Кристоф Хене · Источна Немачка    | 4:09:09     | Петер Селцер · Источна Немачка       | 4:11:40  | Александер Шчербина · Совјетски Савез | 4:13:07  |
| 1970   | Кристоф Хене · Источна Немачка    | 4:04:36     | Вењамин Солдатенко · Совјетски Савез | 4:09:52  | Буркхард Леушке · Источна Немачка     | 4:11:10  |
| 1973   | Бернд Каненберг · Западна Немачка | 3:56:51     | Otto Barch · Совјетски Савез         | 3:57:11  | Кристоф Хене · Источна Немачка        | 3:57:26  |
| 1975   | Јевгениј Љунгин · Совјетски Савез | 4:03:42     | Герхард Вајднер · Западна Немачка    | 4:09:58  | Владимир Светников · Совјетски Савез  | 4:11:31  |
| 1977   | Раул Гонзалес · Мексико           | 4:04:16     | Педро Ароче · Мексико                | 4:04:55  | Паоло Грекучи · Италија               | 4:06:27  |
| 1979   | Мартин Бермудез · Мексико         | 3:43:36     | Енрике Вера · Мексико                | 3:43:59  | Виктор Доровски · Совјетски Савез     | 3:45:51  |
| 1981   | Раул Гонзалез · Мексико           | 3:48:30     | Хартвиг Гаудер · Источна Немачка     | 3:52:18  | Сандро Белучи · Италија               | 3:54:57  |
| 1983   | Раул Гонзалез · Мексико           | 3:45:37     | Сергеј Јунг · Совјетски Савез        | 3:48:26  | Виктор Доровски · Совјетски Савез     | 3:49:47  |
| 1985   | Хартвиг Гаудер · Источна Немачка  | 3:47:31     | Андреј Перловv · Совјетски Савез     | 3:49:23  | Аксел Ноак · Источна Немачка          | 3:56:53  |
| 1987   | Роналд Вајгел · Источна Немачка   | 3:42:26     | Хартвиг Гаудер · Источна Немачка     | 3:42:52  | Дитмар Мајш · Источна Немачка         | 3:43:14  |
| 1989   | Сајмон Бејкер · Аустралија        | 3:43:13     | Андреј Перлов · Совјетски Савез      | 3:44:12  | Станислав Вежел · Совјетски Савез     | 3:44:50  |
| 1991   | Карлос Мерсенарио · Мексико       | 3:42:03     | Сајмон Бејкер · Аустралија           | 3:46:36  | Роналд Вајгел · Немачка               | 3:47:50  |
| 1993   | Карлос Мерсенарио · Мексико       | 3:50:28     | Хезус Ангел Гарсија · Шпанија        | 3:52:44  | Герман Санчез · Мексико               | 3:54:15  |
| 1995   | Жао Јонгшенг · Кина               | 3:41:20     | Хезус Ангел Гарсија · Шпанија        | 3:41:54  | Валентин Кононен · Финска             | 3:42:50  |
| 1997   | Хезус Ангел Гарсија · Шпанија     | 3:39:54     | Олег Ишуткин · Русија                | 3:40:12  | Валентин Кононен · Финска             | 3:41:09  |
| 1999   | Сергеј Корепанов · Казахстан      | 3:39:22     | Томаш Липиец · Пољска                | 3:40:08  | Николај Матјукин · Русија             | 3:40:13  |
| 2002   | Алексеј Војеводин · Русија        | 3:40:59     | Герман Скуригин · Русија             | 3:42:08  | Томаш Липиец · Пољска                 | 3:45:37  |
| 2004   | Алексеј Војеводин · Русија        | 3:42:44     | Ју Чаохонг · Кина                    | 3:43:47  | Јуриј Андронов · Русија               | 3:46:49  |
| 2006   | Денис Нижегородов · Русија        | 3:38:02     | Тронд Најмарк · Норвешка             | 3:41:30  | Јуриј Андронов · Русија               | 3:42:38  |
| 2008*  | Денис Нижегородов · Русија        | 3:34:14 РСК | Алекс Швацер · Италија               | 3:37:04  | Тронд Најмарк · Норвешка              | 3:44:59  |
| 2010   | Матеј Тот · Словачка              | 3:53:30     | Орасио Нава · Мексико                | 3:54:16  | Џаред Талент · Аустралија             | 3:54:55  |
| 2012** | Сергеј Кирдјапкин · Русија        | 3:38:08     | Џаред Талент · Аустралија            | 3:40:32  | Си Тјенфенг · Кина                    | 3:43:05  |
| 2014   | Михаил Рижов · Русија             | 3:39:05     | Иван Носков · Русија                 | 3:39:38  | Џаред Талент · Аустралија             | 3:42:48  |
| 2016   | Џаред Талент · Аустралија         | 3:42:36     | Ихор Хлаван · Украјина               | 3:44:02  | Марко Де Лука · Италија               | 3:44:47  |
| 2018   | Хируки Араи · Јапан               | 3:44:25     | Хајато Кацуки · Јапан                | 3:44:31  | Сатоши Мауро · Јапан                  | 3:44:52  |

*: Год 2008. Владимир Канајкин из Русије који је првобитно освојио сребрну медаљу са 3:36:55, је дисквалификован збоз коришћења забрањених супстанци.
**: У 2012, Игор Јерохин из Русије завршио је као 2. са 3:38:10, али је касније дисквалификован због допинга.

### Жене

#### 5 км
| Година |                                | Резултат  |                                         | Резултат |                                    | Резултат |
| 1979   | Марион Фокс · Велика Британија | 22:51 РСК | Карол Тајсон · Велика Британија         | 22:59    | Торил Гилдер · Норвешка            | 23:08    |
| 1981   | Сив Густавсон · Шведска        | 22:57     | Александра Деревинска · Совјетски Савез | 23:18    | Људмила Хрушчова · Совјетски Савез | 23:26    |

#### 10 км
| Година |                                  | Резултат  |                                     | Резултат |                                | Резултат |
| 1983   | Ксу Јонђиу · Кина                | 45:14     | Наталија Шарипова · Совјетски Савез | 45:26    | Сју Кук · Аустралија           | 45:27    |
| 1985   | Јан Хонг · Кина                  | 46:22     | Гуан Пинг · Кина                    | 46:23    | Олга Криштоп · Совјетски Савез | 46:24    |
| 1987   | Олга Криштоп · Совјетски Савез   | 43:22     | Ирина Страхова · Совјетски Савез    | 43:35    | Ђин Бинђие · Кина              | 43:45    |
| 1989   | Беате Андерс · Источна Немачка   | 43:08     | Кери Саксби · Аустралија            | 43:12    | Илеана Салвадор · Италија      | 43:12    |
| 1991   | Ирина Страхова · Совјетски Савез | 43:55     | Грасијела Мендоза · Мексико         | 44:09    | Јелена Сајко · Совјетски Савез | 44:11    |
| 1993   | Ванг Јен · Кина                  | 45:10     | Сари Есаја · Финска                 | 45:18    | Јелена Николајева · Русија     | 45:22    |
| 1995   | Ђао Хонгмиао · Кина              | 42:19     | Јелена Николајева · Русија          | 42:32    | Лиу Хонгју · Кина              | 42:49    |
| 1997   | Ирина Станкина · Русија          | 41:52 РСК | Олимпијада Иванова · Русија         | 41:59    | Гу Јан · Кина                  | 42:15    |

#### 20 км
| Година |                                     | Резултат    |                             | Резултат |                             | Резултат |
| 1999   | Лиу Хонгју · Кина                   | 1:27:32     | Наталија Федоскина · Русија | 1:27:35  | Норика Чимпеан · Румунија   | 1:27:48  |
| 2002   | Ерика Алфриди · Италија             | 1:28:55     | Олимпијада Иванова · Русија | 1:28:57  | Наталија Федоскина · Русија | 1:28:59  |
| 2004   | Јелена Николајева · Русија          | 1:27:24     | Ђианг Ђинг · Кина           | 1:27:34  | Марија Васко · Шпанија      | 1:27:36  |
| 2006   | Рита Турова · Белорусија            | 1:26:27     | Олимпијада Иванова · Русија | 1:27:26  | Ирина Петрова · Русија      | 1:27:46  |
| 2008   | Олга Канискина · Русија             | 1:25:42 РСК | Татјана Сибилева · Русија   | 1:26:29  | Вера Сантос · Португалија   | 1:28:17  |
| 2010   | Марија Васко · Шпанија              | 1:31:55     | Вера Сантос · Португалија   | 1:32:06  | Инес Енрикес · Португалија  | 1:33:28  |
| 2012   | Јелена Лашманова · Русија           | 1:27:38     | Олга Канискина · Русија     | 1:28:33  | Марија Хосе Повес · Шпанија | 1:29:10  |
| 2014   | Анисја Кидрајпкина · Русија         | 1:26:31     | Хонг Љу · Кина              | 1:26:58  | Елмира Алембекова · Русија  | 1:27:02  |
| 2016   | Марија Гуадалупе Гонзалез · Мексико | 1:26:17     | Ћејанг Шенжи · Кина         | 1:26:49  | Ерика де Сена · Бразил      | 1:27:18  |
| 2018   | Лупита Гонзалез · Мексико           | 1:26:38     | Ћејанг Шенжи · Кина         | 1:27:06  | Јанг Ђиају · Кина           | 1:27:22  |
| 2022   | Ма Женксија · Кина                  | 1:30:22     | Јанг Ђиају · Кина           | 1:31:54  | Кимберли Гарсија · Перу     | 1:32:27  |
| 2024   | Кимберли Гарсија · Перу             | 1:27:12     | Ма Женксија · Кина          | 1:27:55  | Ерика де Сена · Бразил      | 1:29:22  |

#### 35 км
| Година |                            | Резултат    |                  | Резултат |                            | Резултат |
| 2022   | Гленда Морехон · Колумбија | 2:48:33 РСК | Лу Маокуо · Кина | 2:50:26  | Катержина Жђиебло · Пољска | 2:51:48  |

#### 50 км
| Година |                  | Резултат       |                 | Резултат |                          | Резултат |
| 2018   | Лианг Руи · Кина | 4:04:36 СР РСК | Јин Ханг · Кина | 4:09:09  | Клер Талент · Аустралија | 4:09:33  |

### Мешовито

#### Штафета 2 х 20 км
| Година |                                                    | Резултат    |                                   | Резултат |                                              | Резултат |
| 2024   | Италија · Франческо Фортунато · Валентина Траплети | 2:56:45 РСК | Јапан · Коки Икеда · Кумуко Окада | 2:57:04  | Шпанија · Алваро Мартин · Лаура Гарсија-Каро | 2:57:47  |

## Рекорди светског купа

### Мушкарци
| Дисциплина    | Рекорд  | Атлетичар         | Земља   | Датум          | Такмичење               | Белешка |
| ------------- | ------- | ----------------- | ------- | -------------- | ----------------------- | ------- |
| 20 км         | 1:18:15 | Пакиљо Фернандез  | Шпанија | 10. мај, 2008  | 2008. Чебоксари, Русија | [ 2 ]   |
| 35 км         | 2:36:14 | Персеус Карлстром | Шведска | 5. март 2022.  | 2022, Маскат, Оман      | [ 3 ]   |
| 50 км         | 3:34:14 | Денис Нижегородов | Русија  | 11. мај, 2008. | 2008. Чебоксари, Русија | [ 2 ]   |
| 10 км јуноири | 39:40   | Гао Венгкуеј      | Кина    | 3. мај, 2014   | 2014 Тајцанг, Кина      |         |

### Жене
| Дисциплина     | Рекорд  | Атлетичар          | Земља     | Датум          | Такмичење               | Белешка |
| -------------- | ------- | ------------------ | --------- | -------------- | ----------------------- | ------- |
| 20 км          | 1:25:42 | Олга Канискина     | Русија    | 11. мај, 2008  | 2008. Чебоксари, Русија | [ 2 ]   |
| 35 км          | 2:48:33 | Гленда Морехон     | Колумбија | 5. март 2022.  | 2022, Маскат, Оман      | [ 4 ]   |
| 10 км јуниорке | 42:44   | Татјана Калмјакова | Русија    | 10. мај, 2008. | 2008. Чебоксари, Русија | [ 2 ]   |

### Рекорди дисциплина које нису више у програму светског купа

#### Жене
| Дисциплина | Рекорд  | Атлетичар      | Земља            | Датум                  | Такмичење                    | Белешка |
| ---------- | ------- | -------------- | ---------------- | ---------------------- | ---------------------------- | ------- |
| 5 км       | 22:51   | Марион Фокс    | Велика Британија | 29/30. септембар, 1979 | 1979 Ешборн, Западна Немачка | [ 2 ]   |
| 10 км      | 41:52   | Ирина Станкина | Русија           | 19. април, 1997        | 1997 Подјебради, Чешка       | [ 2 ]   |
| 50 км      | 4:04:36 | Лианг Руи      | Кина             | 5. мај 2018.           | 2018, Таицанг, Кина          | [ 5 ]   |